# Lijst van staten in het Heilige Roomse Rijk (C)
Dit is een lijst van staten in het Heilige Roomse Rijk die beginnen met de letter C.
| Naam                              | Type                                                         | Kreits   | Bank | Ontstaan                             | Notities |
| --------------------------------- | ------------------------------------------------------------ | -------- | ---- | ------------------------------------ | --- |
| Calenberg                         |                                                              |          |      |                                      | |
| Calvelage                         | Graafschap                                                   |          |      | 1072                                 | 1170: Aangesloten bij het Ravensberg |
| Calw                              | Graafschap                                                   |          |      |                                      | 1075: Eerste vermelding van Calw 1155: Verwerft Lowenstein 1189: Verwerft Vaihingen Verdeling in Calw-Lowenstein en Calw-Vaihingen 1277: Graven van Calw-Lowenstein sterven uit; gebieden aangekocht door een onwettelijke tak van de Habsburgers 1282: Graven van Calw sterven uit; Gebieden geërfd door de graven van Tübingen 1361: Graven van Calw-Vaihingen sterven uit; gebieden geërfd door de graven van Württemberg |
| Cambrai                           | Prinsbisdom                                                  | Low Rhen |      |                                      | |
| Cambrai                           | Keizerlijke stad                                             | Burg     |      |                                      | 1677: Geannexeerd door Frankrijk |
| Cappenberg                        | Graafschap                                                   |          |      |                                      | |
| Castell                           | 1200: Graafschap                                             | Franc    |      | 1200                                 | 1254: Verdeeld in een Oude en Jonge lijn 1347: Oude tak sterft uit; Castell herenigd 1500: Frankische Kreits 1597: Verdeeld in Castell-Remlingen en Castell-Rüdenhausen |
| Castell                           | Graafschap                                                   |          |      | 1709: Ontstaan uit Castell-Castell   | 1772: Herenigd bij Castell-Castell |
| Castell-Castell                   | 1668: Graafschap                                             |          |      | 1668: Ontstaan uit Castell-Remlingen | 1709: Verdeeld in Castell-Castell en Castell 1772: Aangehecht bij Castell 1806: Ondergebracht bij Beieren |
| Castell-Remlingen                 | 1597: Graafschap                                             |          |      | 1597: Ontstaan uit Castell           | 1668: Verdeeld in Castell-Remlingen en Castell-Castell 1762: Opnieuw verenigd in Castell |
| Castell-Rüdenhausen               | Graafschap                                                   |          |      | 1597: Opgedeeld uit Castell          | |
| Castels                           | Rechtsgebied                                                 |          |      |                                      | |
| Chablais                          | 1310: Hertogdom                                              |          |      |                                      | |
| Chatelot                          | Heerlijkheid                                                 |          |      |                                      | |
| Chiemsee                          | Prinsbisdom                                                  |          |      |                                      | |
| Chur                              | Prinsbisdom                                                  | Aust     | EC   | 1170                                 | 1512: Oostenrijkse Kreits 1793: Raad van Prinsen 1798: Aangesloten bij de Helvetische Republiek |
| Churwalden                        | Rechtgebied                                                  |          |      |                                      | |
| Cilly (Cilli)                     | 1341: Graafschap 1436: HRR Vorstendom van Cilli en Ortenburg |          |      |                                      | 1456: Graven van Cilli sterven uit; gebieden geërfd door de Habsburgers |
| Cläven                            | Heerlijkheid                                                 |          |      | 909                                  | Verdeeld in 950 |
| Clémont                           | Heerlijkheid                                                 |          |      |                                      | |
| Colloredo                         | Vorstendom                                                   | n/a      | FR   | 1763                                 | 1788: Nieuwe benaming: Colloredo-Mannsfeld |
| Colloredo-Mannsfeld               | Vorstendom                                                   | n/a      | FR   | 1788: Nieuwe naam van Colloredo      | 1803: Kocht een stukje van Limpurg, en Rieneck |
| Colmar                            | Keizerlijke stad                                             | Upp Rhen |      |                                      | 1648: Aangesloten bij Frankrijk |
| Comburg                           | Keizerlijke abdij                                            |          |      |                                      | |
| Corvey (Korvey)                   | 877: Abdij c1582: Prins-Abt 1783: Prinsbisdom Vorstendom     | Low Rhen |      | 877                                  | 1793: Raad van Prinsen 1803: Geseculariseerd als vorstendom bij Nassau-Dillenburg |
| Cottbus                           | Heerlijkheid                                                 |          |      |                                      | 1156: Eerste vermelding van Cottbus 1199-1445: Naar de heren van Cottbus 1462: Naar de keurvorst van Brandenburg |
| Croy Hertogen van Croÿ, HRR Prins | Hertogdom 1767: HRR Prins                                    |          |      |                                      | 1590: Graven van Solre in de Spaanse Nederlanden 1677: Prins van Solre in de Spaanse Nederlanden 1767 Hertogen van Croÿ in Frankrijk 1803: Heren van Dülmen |

A · B · C · D · E · F · G · H · I · J · K · L · M · N · O · P · Q · R · S · T · U · V · W · Z

vrije keizerlijke steden · keizerlijke abdijen